# Ikindji Alibeyli
Ikindji Alibeyli est un village de la région de Zangilan en Azerbaïdjan.

## Histoire
En 1993-2020, Ikindji Alibeyli était sous le contrôle des forces armées arméniennes. Le 25 octobre 2020, le village d'Ikindji Alibeyli a été restitué sous le contrôle de l'Azerbaïdjan.